# Благовјештенска црква Александро-невске лавре
Благовјештенска црква Александро-невске лавре је храм у Санкт Петербургу у склопу манастира Светог Александра Невског.
Црква је грађена у периоду 1717— 1724. године и у њој су гробнице многих познатих личности: руске царске породице, дипломата, пуковника од 18. до прве половине 19. вијека.
Од познатих Срба ту су сахрањени Сава Владиславић Рагузински, цетињски митрополит Василије Петровић, патријарх српски Василије Јовановић-Бркић и генерал Михаил Милорадовић.